# Georges Badin
Georges Badin (* 13. März 1927 in Céret, Département Pyrénées-Orientales; † 23. November 2014 ebenda) war ein französischer Dichter und Maler.
Georges Badin widmete sich zunächst der Schriftstellerei und publizierte unter anderem bei Mercure de France und Les Cahiers du Sud. Später wechselte er zur Malerei; seine Schwerpunkte waren großflächige Gemälde und Künstlerbücher, bei deren Gestaltung er beispielsweise mit den Dichtern Georges-Emmanuel Clancier, Robert Marteau, Michel Butor und Jacqueline Risset zusammenarbeitete.
Georges Badin lebte und arbeitete in seiner Heimatstadt.

## Ausstellungen
Einzelausstellungen aus dem Werk Badins fanden unter anderem in den folgenden Galerien statt:
- Maison de la Catalanité, Perpignan (2011)
- Galerie Åkern, Kongsberg, Norwegen (2007)
- Galerie Luzia Weill & Seligmann, Paris (2005/06)
- Galerie Nicolas Deman, Paris (2005)
- Galerie Berthet-Aittouarès, Paris (1998, 2000, 2005/06); 2000 gemeinsam mit dem Musée du Berry, Bourges
- Galerie Bernard Jordan, Paris (1984, 1985, 1986)
- Galerie Florence Arnaud, Paris (1993, 1997, 1998)
- Galerie L'Arturiale, Lüttich (1981, 1982, 1983)

Georges Badin war außerdem in zahlreichen Gruppenausstellungen vertreten, zu den wichtigsten zählen zwei Ausstellungen im Centre Georges Pompidou und 1982 die Teilnahme an der documenta 7 in Kassel.